# Makambako
Makambako – miasto w południowej Tanzanii. Stolica regionu Njombe. Przez miasto przebiega linia kolejowa Tazara.